# Aromobates zippeli
Espèce
Aromobates zippeli est une espèce d'amphibiens de la famille des Aromobatidae.

## Répartition
Cette espèce est endémique de l'État de Mérida au Venezuela. Elle se rencontre à Mucuchíes vers 2 970 m d'altitude dans la cordillère de Mérida.

## Étymologie
Cette espèce est nommée en l'honneur de Kevin C. Zippel.

## Publication originale
- Barrio-Amorós, & Santos, 2012 : A phylogeny for Aromobates (Anura: Dendrobatidae) with description of three new species from the Andes of Venezuela, taxonomic comments on Aromobates saltuensis, A. inflexus, and notes on the conservation status of the genus. Zootaxa, no 3422, p. 1-31.